# 2029
2029 (MMXXIX) será un año normal que comenzará en lunes en el calendario gregoriano. Será también el número 2029 anno Domini o de la designación de era cristiana, además del vigésimo noveno año del siglo XXI y del III milenio. Será el noveno año de la tercera década del siglo XXI y el décimo y último del decenio de los años 2020.
El año 2029 será:
- El Año del Gallo, de acuerdo al Horóscopo Chino.
- El Año Internacional de la Concienciación sobre los Asteroides y Defensa Planetaria, según la ONU.[1]

## Acontecimientos

### Enero y abril
- Entre el 26 de enero y el 9 de abril: llegada programada al planeta extrasolar Gliese 581 c del mensaje A Message From Earth, enviado el 9 de octubre de 2008 desde el radiotelescopio RT-70 de la Agencia Espacial de Ucrania.
- 13 de abril: el asteroide  (99942) Apofis pasará a 30 000 km de distancia de la Tierra. Brillará por poco tiempo como una estrella de magnitud de 3.3, visible a simple vista. Existe la posibilidad de que Apofis pase a través de un «agujero» teórico de 400 m de anchura, que lo ponga en una trayectoria de colisión con la Tierra en 2036.[2]

### Diciembre
- 31 de diciembre: Terminará la década de 2020.

## Eventos Ficticios
- Transcurrirían los eventos de la película de Marvel, Logan, para posteriormente, comenzar los eventos de Deadpool y Wolverine.